# Вудлін (Пенсільванія)
Вудлін (англ. Woodlyn) — переписна місцевість (CDP) в США, в окрузі Делавер штату Пенсільванія. Населення — 9685 осіб (2020).

## Географія
Вудлін розташований за координатами 39°52′39″ пн. ш. 75°20′40″ зх. д. / 39.87750° пн. ш. 75.34444° зх. д. (39.877372, -75.344500).  За даними Бюро перепису населення США в 2010 році переписна місцевість мала площу 4,34 км², уся площа — суходіл.

## Демографія
Згідно з переписом 2010 року, у переписній місцевості мешкало 9485 осіб у 3776 домогосподарствах у складі 2533 родин. Густота населення становила 2187 осіб/км².  Було 4060 помешкань (936/км²).
Расовий склад населення:
| - 85,5 % — білих - 10,6 % — чорних або афроамериканців - 1,3 % — азіатів - 0,2 % — корінних американців |

До двох чи більше рас належало 1,9 %. Частка іспаномовних становила 2,3 % від усіх жителів.
За віковим діапазоном населення розподілялося таким чином: 22,3 % — особи молодші 18 років, 63,0 % — особи у віці 18—64 років, 14,7 % — особи у віці 65 років та старші. Медіана віку мешканця становила 39,8 року. На 100 осіб жіночої статі у переписній місцевості припадало 92,1 чоловіків;  на 100 жінок у віці від 18 років та старших — 88,6 чоловіків також старших 18 років.
Середній дохід на одне домашнє господарство  становив 67 029 доларів США (медіана — 56 734), а середній дохід на одну сім'ю — 76 637 доларів (медіана — 68 964). Медіана доходів становила 48 217 доларів для чоловіків та 42 662 долари для жінок. За межею бідності перебувало 13,8 % осіб, у тому числі 20,6 % дітей у віці до 18 років та 15,6 % осіб у віці 65 років та старших.
Цивільне працевлаштоване населення становило 5147 осіб. Основні галузі зайнятості: освіта, охорона здоров'я та соціальна допомога — 27,1 %, виробництво — 13,2 %, роздрібна торгівля — 11,3 %.